# Figularia speciosa
Figularia speciosa är en mossdjursart som först beskrevs av Walter Douglas Hincks 1881.  Figularia speciosa ingår i släktet Figularia och familjen Cribrilinidae. Inga underarter finns listade i Catalogue of Life.